# Gerakowie
Gerakowie (bułg. Гераците) – krótka powieść autorstwa bułgarskiego pisarza Elina Pelina. 
Powieść została opublikowana pierwotnie w odcinkach na łamach czasopisma "Chudożnik" w 1904 r. Kompletne wydanie ukazało się w tomie pt. "Razkazi" w 1911 r. Utwór ten, uznawany przez krytyków za najlepszy tekst powieściowy w dorobku Elina Pelina, był dwukrotnie filmowany: w 1958 r. (zob. Gerakowie (film 1958) w reż. Antona Marinowicza) i w 2008 r. (zob. Gerakowie (film 2008) r. w reż. Maksima Genczewa).
Powieść przedstawia proces upadku bogatego rodu Geraków, zwłaszcza rodziny Jordana Geraka. Jest to jednocześnie analiza rozkładu tradycyjnej rodziny patriarchalnej na tle przemian społeczno-gospodarczych schyłku XIX w. Jak pisze Teresa Dąbek-Wirgowa: Jakkolwiek ostało się w niej wiele z zafascynowania czystą moralnością ludu, dzięki pogłębieniu realistycznej obserwacji społeczno-obyczajowej, była to już opowieść o tragedii chłopskiej, jaką wywołuje żądza posiadania. 
Powieść została wpisana do kanonu literatury bułgarskiej 1878-1988.
Powieść została przełożona na język polski przez Zofię Wolnik i ukazała się w Poznaniu w 1949 r. w jednym tomie z powieścią Ziemia. Powieść przełożyła na język polski również Halina Kalita a jej tłumaczenie ukazało się w tomie Orle pióro i inne opowiadania, Warszawa 1956.

## Treść
Schyłek XIX wieku. Jordan Gerak jest najbogatszym gospodarzem we wsi, lubionym i szanowanym w rodzinie i we wsi. Wraz z żoną i rodzinami swych synów, Bożana, Petyra i Pawła, mieszkają razem w jednym gospodarstwie tworząc wielką rodzinę, żyjącą według patriarchalnych zwyczajów. Całym rodem kieruje stary Jordan Gerak wraz z żoną Margą, pamiętając o pracach polowych i prowadząc gospodę. Symbolem jedności całej rodziny jest stuletnia sosna, rosnąca pośrodku podwórza. Wiosną pewnego roku Marga jednak umiera, co staje się początkiem końca wielkości rodu. Między braćmi i ich rodzinami zaczynają się swary, powoli narasta niechęć, z czasem zamieniając się w nienawiść. Ofiarami rodzinnych kłótni i sporów staje się stary Jordan Gerak, Ełka (żona najmłodszego syna Pawła, który wyjechał do miasta rozpoczynając karierę wojskową), jej syn Zacharinczo oraz mieszkający razem z rodziną dziadek Matej Margałak. 
Gdy Paweł przyjeżdża do domu rodzinnego, staremu Jordanowi giną pieniądze, gromadzone przez całe życie. Między braćmi, oskarżającymi się wzajemnie o kradzież ojcowskich pieniędzy wybucha kłótnia, zakończona bijatyką. Jordan ulega naciskom synów i rozdziela między nimi majątek a sam mieszka w gospodzie, wraz z Ełką, wnukiem i dziadkiem Matejem. Najstarszy syn Jordana, Bożan, powoli wyrasta na najbogatszego człowieka we wsi, gromadzi majątek zamieniając się w sknerę. Petyr wyprzedaje swój majątek, zaczyna pić a wreszcie ścina stuletnią sosnę stojącą pośrodku podwórza ich dawnego domu rodzinnego. Paweł wraca do swej kochanki do miasta, zaraziwszy żonę chorobą weneryczną. Wkrótce potem Ełka umiera. Jej syna, Zacharincza, Petyr prowadzi do miasta, żeby mu znaleźć jakąś pracę. Stary Jordan umiera w samotności, opuszczony przez najbliższą rodzinę.